# شهرام همایون
شهرام همایون (زاده ۱ تیر ۱۳۳۴ در تهران) مجری، تهیه‌کننده و مدیر تلویزیونی، و نیز فعال سیاسیِ اپوزیسیون نظام جمهوری اسلامی ایران است. او صاحب و مدیر شبکهٔ ماهواره‌ای کانال یک در لس آنجلس کالیفرنیای آمریکا است.

## مهاجرت و تلاش جمهوری اسلامی برای دستگیری وی
شهرام همایون در سال ۱۳۷۰ به آمریکا مهاجرت کرد و در لس آنجلس به فعالیت سیاسی علیه نظام جمهوری اسلامی ایران پرداخت.
جمهوری اسلامی ایران از طریق پلیس بین‌الملل، شهرام همایون را تحت تعقیب قرار داده است. حکومت ایران همایون را متهم کرده که بینندگان خود را، به انجام اعمال تروریستی تشویق کرده است.
اف‌بی‌آی به شهرام همایون اطمینان داده، تا زمانی که در ایالات متحده بماند، خطر دستگیری وی را تهدید نمی‌کند.

## فعالیت‌ها
در سال ۱۳۵۴ که حزب ایران نوین منحل شد، او به همراه دوستش «بهرام افرهی» در حزب رستاخیز فعالیت سیاسی خود را ادامه داد. در حزب رستاخیز پسر عموی شهرام به نام «داریوش همایون» در سمت قائم مقام مشغول به فعالیت بود. هرچند که خود او به کسب این عناوین افتخار می‌کند اما به گفته خودش در حزب رستاخیز مسئول تهیه خبر دربارهٔ وضعیت آب و هوا، زنان، نظام وظیفه و … بوده است.
پس از انقلاب اسلامی، وی روزنامه بامداد را منتشر کرد. در این روزنامه، افرادی مانند جمشید چالنگی، ربانی، ضابطی، ملک محمدی، خرسند و … به همراه وی مشغول به نشر روزنامه شدند که با سفارت آمریکا یک رابطه خارج از ضابطه برقرار کردند. این ارتباط توسط دستگاه‌های امنیتی برملا شد. آدرس دفتر این روزنامه واقع درچهارراه یوسف آباد، خیابان حافظ بود و در مدت زمان فعالیت آن، شهرام همایون به اتهام نشر اکاذیب به زندان افتاد. این اتفاق قبل از اشغال سفارت آمریکا در تهران توسط دانشجویان خط امام بوده است.
شهرام همایون تلویزیون کانال یک را در لس آنجلس تأسیس کرده و جنبشی به نام «ما هستیم» را رهبری می‌کند. طرفداران او مدعی هستند که وی توانسته نفوذ خوبی روی بعضی از توده‌های مردم پیدا کند. تا جایی که حتی شعارهای جنبش «ما هستیم» بر دیوار شهرهای ایران نوشته شده است.
در ۲۶ دی ۱۳۸۷، همایون توانست تجمعاتی از طرفداران جنبش «ما هستیم» را در ۸ شهر ایران ترتیب دهد.
اخیراً با حمایت جنبش «ما هستیم» یک گورستان سمبلیک در شهر نیویورک ساخته شده است و در آن سنگ قبرهایی با نام قربانیان سیاسی مثل ندا آقا سلطان که در سال ۱۳۸۸ کشته شده‌اند، قرار دارد.

## دیدگاه‌ها
شهرام همایون از طرفداران نظام پادشاهی و پادشاهی پهلوی در ایران است. او به تشویق و اخذ نظرسنجی از مردم برای تشکیل «دولت در تبعید» پرداخته و به موضوعاتی همچون «دموکراسی» و اعتراض به «نقض حقوق بشر در ایران» می‌پردازد. همایون خواستار تغییر نظام حاکم در ایران است و اعتقاد دارد، باید با نظام ایران رفتاری همانند رژیم آپارتاید آفریقای جنوبی انجام شود و تحت تحریم‌های بین‌المللی قرار بگیرد و سران آن از مسافرت به کشورهای غربی محروم شوند و اموال آن‌ها در خارج از کشور ضبط شود.